# Mikószilvás
Mikószilvás románul: Silivaș, falu Romániában, Erdélyben, Fehér megyében.

## Fekvése
Marosújvártól és a Marostól délre, Háporton és Miklóslaka közt fekvő település.

## Története
Mikószilvás, Szilvás Árpád-kori település. Nevét már 1202–1203 között Sciluas néven említették az oklevelekben.
Később 1295–1299 között Benedictus de Syluas alakban volt említve az erdélyi káptalan által kijelölt nemes a László vajda elleni perben (Gy 2: 187).
Későbbi névváltozatai: 1300–1310 között Zyluas, 1461-ben Zylwas, 1733-ban Szilvás, 1750-ben Szilvas, 1760–1762 között 
Oláh-Szilvás, 1808-ban Szilvás (Oláh-), 1861: Oláh-Szilvás, 1888-ban Oláh-Szilvás (Szilivasu), 1913-ban Mikószilvás.
A trianoni békeszerződés előtt Alsó-Fehér vármegye Marosújvári járásához tartozott.
1910-ben 494 lakosából 76 magyar, 382 román, 32 cigány volt. Ebből 400 görögkatolikus, 69 református, 14 görögkeleti ortodox volt.

## Források

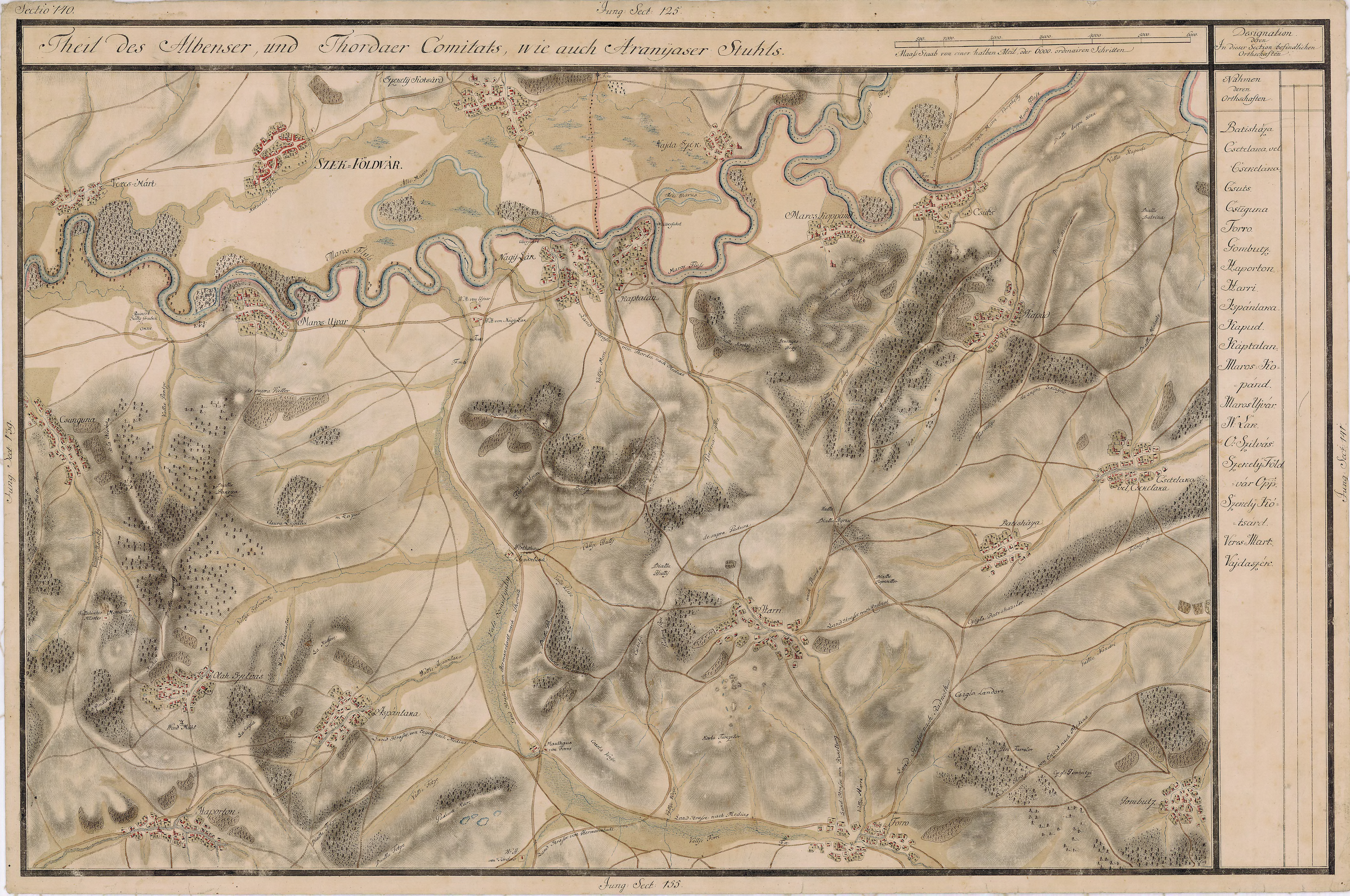
Mikószilvás egy régi térképen